# Péninsule de Tasman
La péninsule de Tasman, en anglais Tasman Peninsula, est une péninsule australienne reliée à la Tasmanie par un isthme appelé Eaglehawk Neck et par la péninsule de Forestier (elle-même reliée à la Tasmanie par l'isthme East Bay Neck).

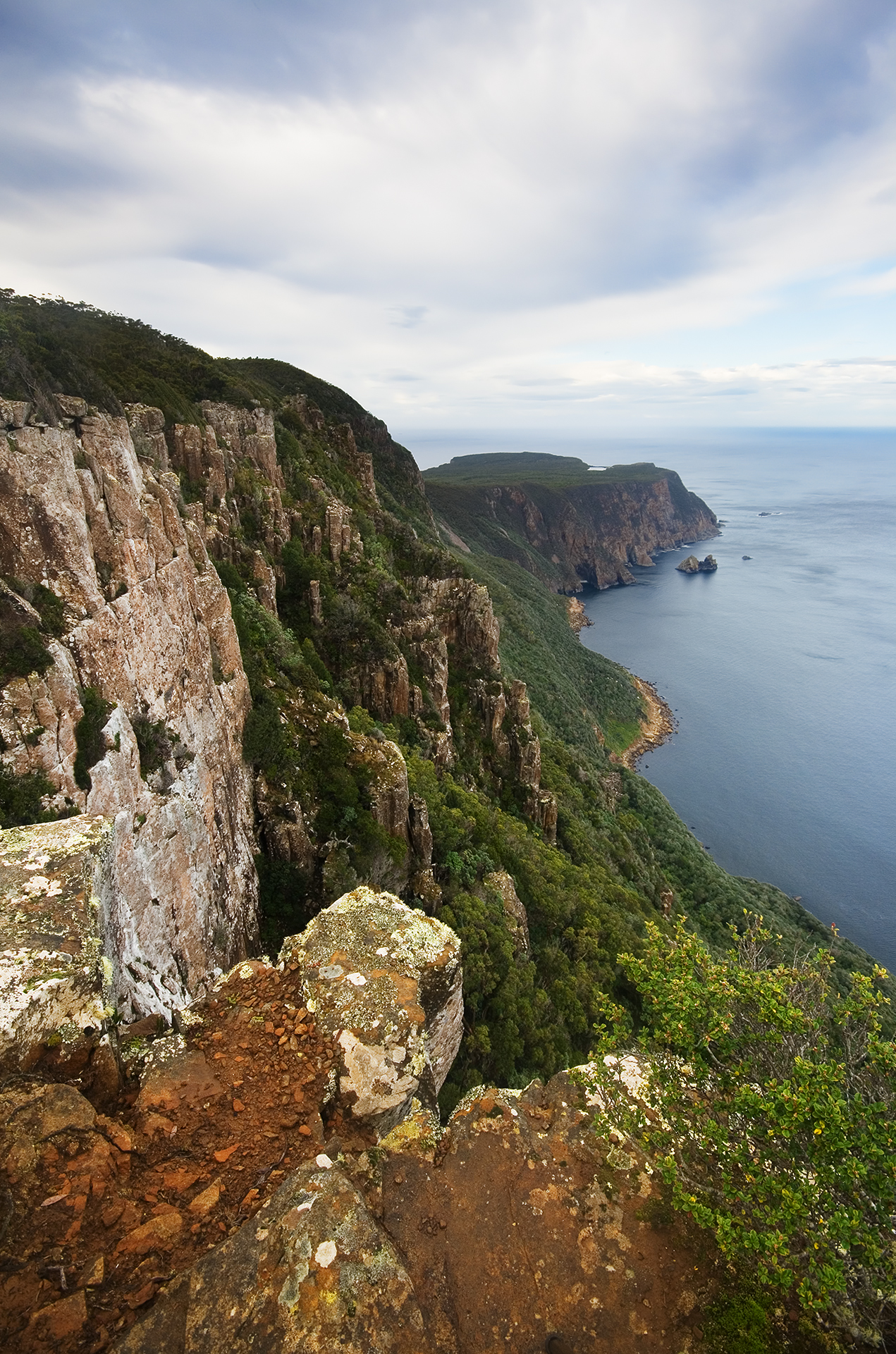
Le cap Raoul.

## Géographie

### Topographie
La péninsule de Tasman est située à 75 km de Hobart, au sud-est de la Tasmanie. De nombreuses petites villes sont situées sur la péninsule, les plus grandes étant Nubeena et Koonya. Le parc situé à Tarana sur la route principale, ainsi que le site historique de Port Arthur sont les attractions touristiques les plus importantes. La surface de la péninsule est de 660 km2, sa densité de 3,5 habitants par km2.

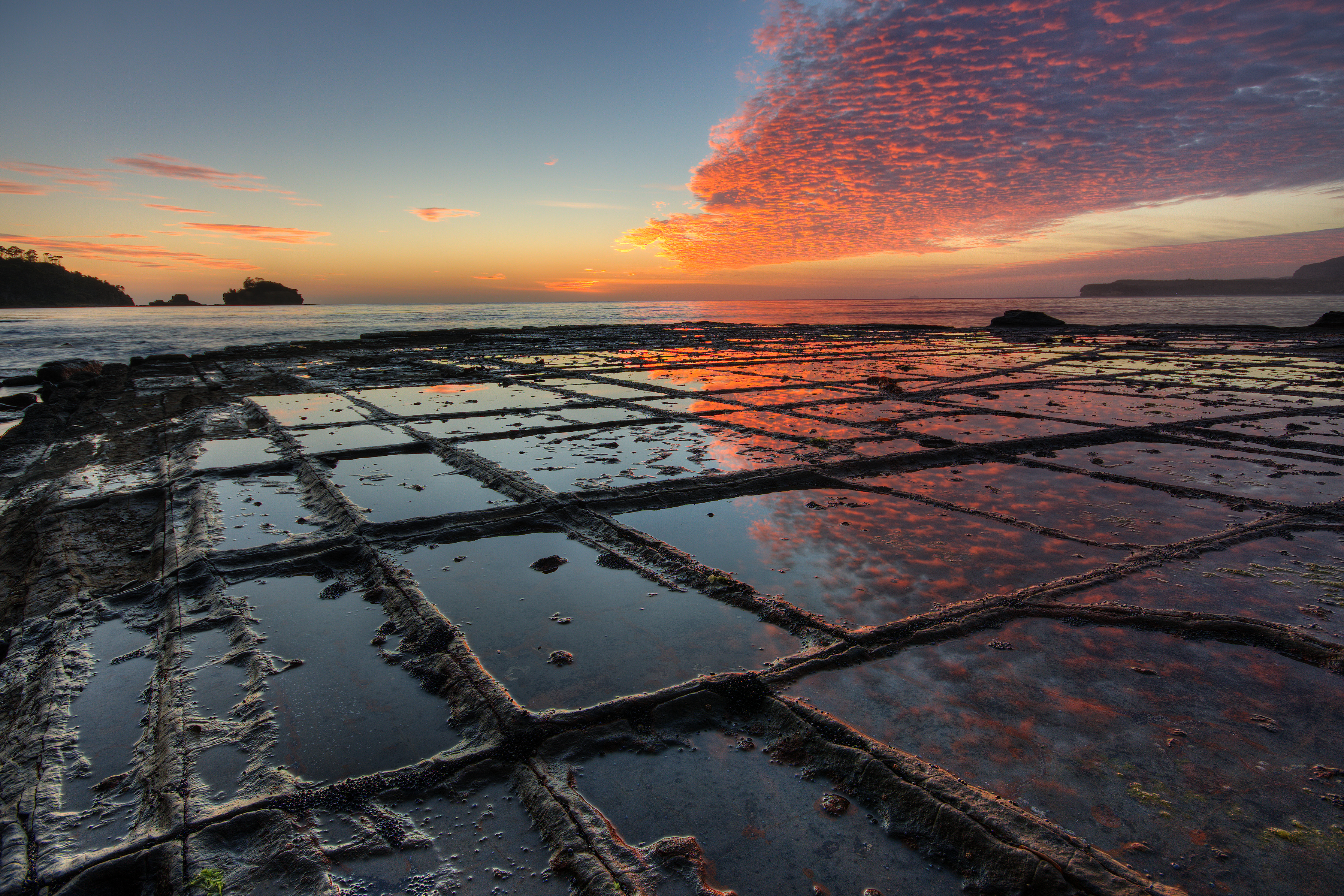
Le Tessellated Pavement.

Le littoral irrégulier est jonché d'épaves. Deux gros bateaux à vapeur ont coulé après avoir heurté le rocher Hyppolyte sur la côte est : le Tasman en 1883, et le Nord en 1915. La baie Munroe tient son nom du voilier James Munroe qui s'est échoué ici en 1850.
La côte est de la péninsule est la plus accidentée. La plupart est incluse dans le parc national Tasman. Les formations rocheuses les plus notables sont situées non loin de l'isthme Eaglehawk avec notamment le Devil's Kitchen (Cuisine du Diable), l'arche Tasman, un geyser maritime et le Tessellated Pavement. Plus au sud, au cap Pillar, les falaises de 300 m sont les plus hautes falaises maritimes de l'hémisphère sud.

### Environnement

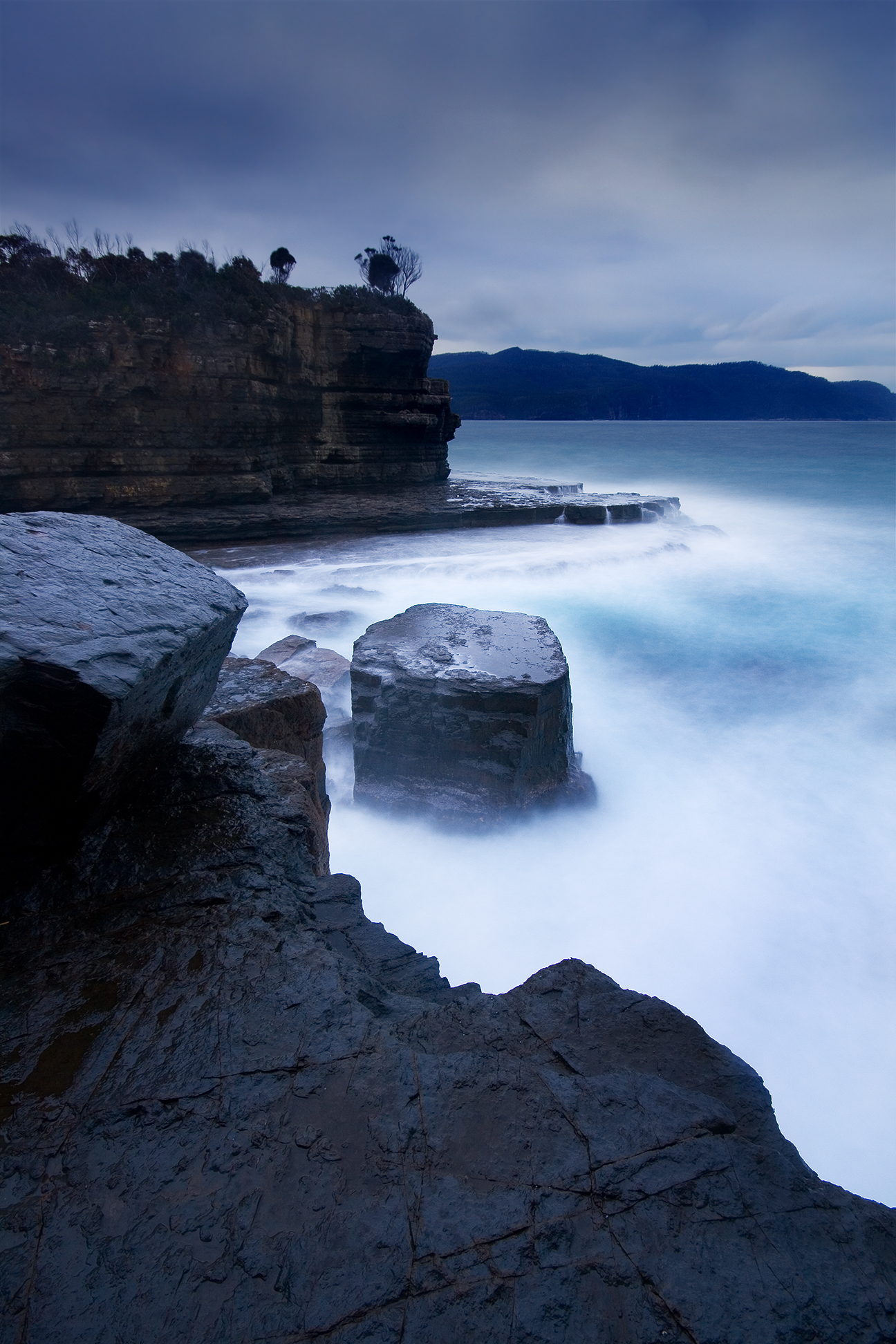
La baie Fossil

#### Flore
Allocasuarina crassa est une espèce de casuarinacées endémique de la zone autour du Cap Pillar et de l'île Tasman.

#### Oiseaux
La péninsule fait partie de la zone du sud-est de la Tasmanie identifiée par Birdlife International comme particulièrement importante, abritant notamment deux espèces menacées : la perruche de Latham et le pardalote de Tasmanie.

#### Arche de Noé pour Diable de Tasmanie
La région est devenue d'importance capitale dans la lutte pour la sauvegarde du diable de Tasmanie. 
Cette espèce est en effet menacé d'extinction en raison de la diffusion rapide d'une maladie émergente (3e et nouvelle sorte de cancer contagieux) qui a déjà décimé la moitié des individus de cette espèce. La quasi-isolement géographique de la péninsule de Tasman en fait une région parfaite pour maintenir une population saine de diables de Tasmanie. Il serait possible d'en bloquer l'accès aux diables de Tasmanie malades, par des barrières physiques (mais au risque de poser des problèmes d'insularisation écologique aux autres espèces qui y vivent).

## Histoire

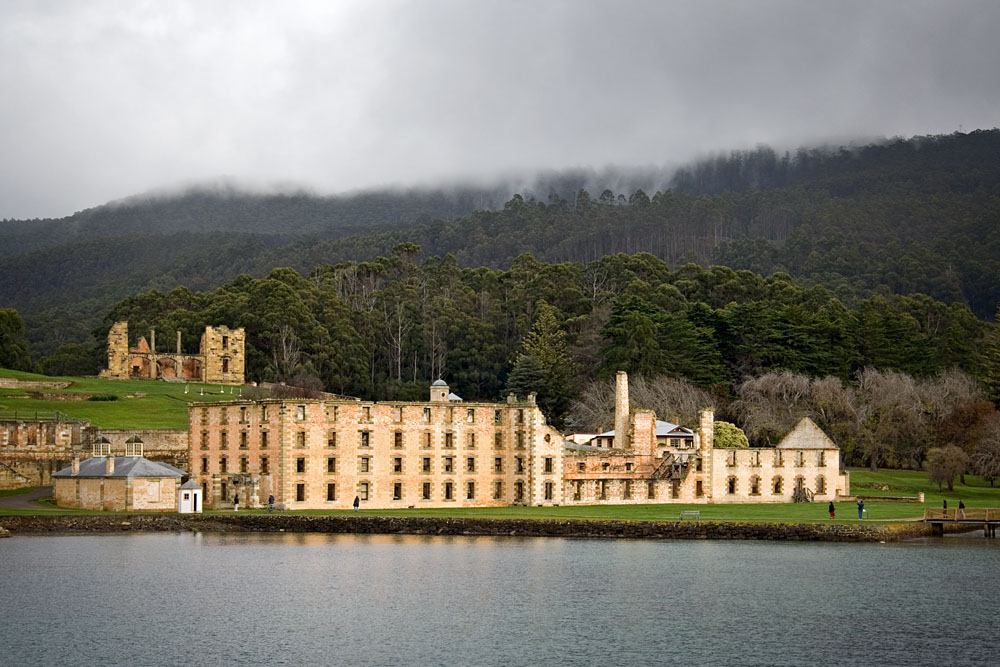
Le bagne de Port Arthur

Son nom provient de l'explorateur hollandais Abel Tasman. La tribu d'aborigènes peuplant la région avant la colonisation européenne s'appelait Pydairrerme. Leur territoire s'étendait sur les péninsules de Tasman et de Forestier. Les Pydairrerme faisaient partie de la grande tribu de Great Oyster dont le territoire couvrait une grande partie de la côte est de la Tasmanie.
Les premiers colons européens fondent Port Arthur au début des années 1830. Le site est choisi comme bagne en raison de son isolement géographique ainsi que pour sa facilité d'accès maritime, notamment en comparaison avec l'autre bagne tasmanien amené à fermer, Port Macquarie, sur la côte ouest. Le site a également d'excellentes ressources en bois, pour la construction de bâtiments et de navires. Le port, bien protégé, est utilisé pour la réparation des navires de guerre anglais. L'isthme Eaglehawk étant le seul accès terrestre, un poste de garde avec une ligne de chiens y est positionné pour empêcher les prisonniers de s'échapper. Quelques-uns parviennent toutefois à s'évader, dont le célèbre bushranger Martin Cash.
Le site historique de la rivière Saltwater, situé au nord-ouest, était une mine de charbon où travaillaient les bagnards.
Le bagne de Port Arthur est aujourd'hui un site touristique.

## Démographie
La population est de 2317 (estimée en juin 2006), mais augmente jusqu'à 8000 pendant l'été.

## Articles connexes

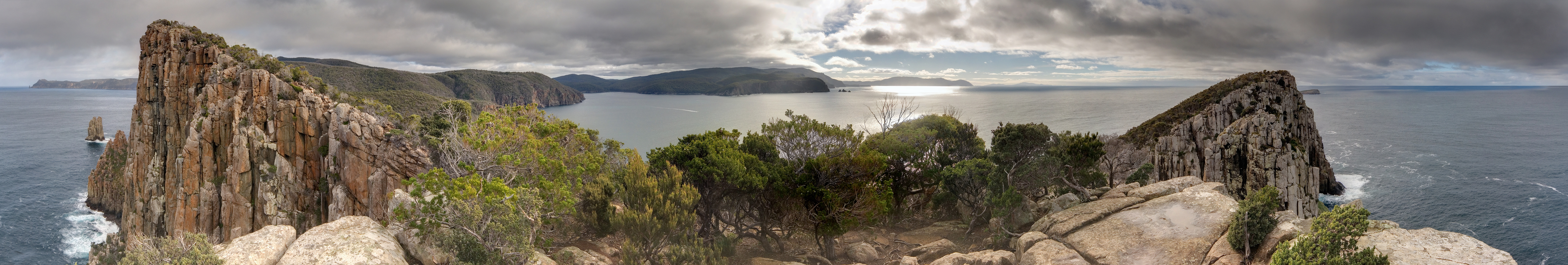
Le cap Hauy, dans la péninsule de Tasman. Juillet 2009.